# Einsteinsynchronisation
In der Relativitätstheorie ist die Einsteinsynchronisation (auch Poincaré-Einstein-Synchronisation) eine Konvention zur Synchronisation von Uhren an verschiedenen Orten.

## Einsteins Konvention
Nach Albert Einsteins Definition (1905) wird zum Zeitpunkt {\displaystyle \tau _{1}} ein Lichtsignal von Uhr 1 zur Uhr 2 gesendet, woraufhin sofort, beispielsweise durch einen Spiegel, ein Lichtsignal zurückgesendet wird, dieses erreiche Uhr 1 zum Zeitpunkt {\displaystyle \tau _{2}}. Die Einsteinsynchronisation besteht nun darin, Uhr 2 so zu stellen, dass der Zeitpunkt der Reflexion {\displaystyle (\tau _{1}+\tau _{2})/2} ist. Während die Konstanz der Lichtgeschwindigkeit auf einem geschlossenen Weg zu den Postulaten der speziellen Relativitätstheorie gehört (im Gegensatz zu Poincaré ohne Annahme eines Äthers), setzt die Einsteinsynchronisation auch für „eine Richtung“ die Lichtgeschwindigkeit zu {\displaystyle c}.
Viele verschiedene Vorgehensweisen erzielen im Ergebnis die gleiche Synchronisation, zum Beispiel das Aussenden eines Lichtsignals auf halbem Wege zwischen Uhr 1 und Uhr 2 oder der „langsame“ Transport einer dritten Uhr von Uhr 1 zu Uhr 2, im Grenzwert verschwindender Geschwindigkeit.
In einer Veröffentlichung von 1917 stellte Einstein allerdings eine Definition vor, gemäß der entschieden werden kann, ob Paare von Anzeigen zueinander ruhender Uhren gleichzeitig zueinander waren oder nicht, wobei diese Definition weder eine bestimmte Parametrisierung {\displaystyle \tau } von Anzeigen der einen oder anderen Uhr erfordert, noch den Begriff Geschwindigkeit oder gar Betrachtungen bezüglich des „Verschwindens“ von Null verschiedener Geschwindigkeitswerte. Unter Einsatz dieser Gleichzeitigkeitsdefinition gelten Uhren schlicht dann als synchron laufend, wenn die Paare ihrer Anzeigen, die als zueinander gleichzeitig gemessen wurden, auch gleich aussahen.
Doch nur in Inertialsystemen erscheint diese Synchronisation so natürlich, dass man leicht vergisst, dass es nur eine Konvention ist. Im allgemeinen Fall, z. B. bei einem rotierenden Bezugssystem, kommt die Nichttransitivität der Synchronisation zum Tragen. Wenn Uhr 1 und Uhr 2 nicht direkt, sondern über eine Kette von anderen Uhren synchronisiert werden, hängt das Ergebnis vom gewählten Weg ab. Die Synchronisation entlang des Umfangs einer sich drehenden Scheibe ergibt einen Zeitsprung zur Ausgangsuhr, der vom Umlaufsinn abhängt. Dies kommt beim Sagnac-Interferometer und beim Ehrenfest’schen Paradoxon zum Tragen. Im Global Positioning System muss dieser Effekt berücksichtigt werden.
Die erste grundlegende Diskussion der Konventionalität stammt von Hans Reichenbach. Die meisten Versuche, die Konventionalität zu widerlegen, gelten als gescheitert. Die herausragende Ausnahme ist Malaments Argument, die Symmetrie der kausalen Verbindung (Zeitartigkeit) zu fordern, impliziere die Einsteinsynchronisation. Seit er dieses Argument 1977 veröffentlichte, gibt es einen nicht abreißenden Strom sowohl ablehnender als auch zustimmender Arbeiten.

## Geschichte: Poincaré
Bereits 1898 betonte Henri Poincaré, dass es für eine möglichst einfache Formulierung der Naturgesetze vorteilhaft sei, die Lichtgeschwindigkeit als konstant in allen Richtungen anzunehmen. Auch sei die Definition der Gleichzeitigkeit von Ereignissen an verschiedenen Orten lediglich eine auf Einfachheit abzielende Konvention.
Die Lorentzsche Äthertheorie zugrunde legend, definierte er 1900 die Synchronisation von Uhren wie folgt: Zwei Uhren A und B senden einander jeweils ein Lichtsignal. Da alle Beobachter aufgrund der Gültigkeit des Relativitätsprinzips davon ausgehen können, im Äther zu ruhen, gehen sie von der Konstanz der Lichtgeschwindigkeit in allen Richtungen aus. Deswegen werden sie für eine korrekte Synchronisation der Uhren nur die Laufzeit der Signale berücksichtigen und ihre Beobachtungen aufeinander abstimmen.
1904 erweiterte Poincaré dieses Beispiel so: Wenn Uhr A die Zeit 0 anzeigt, sendet es ein Signal zu B. Ebenso sendet Uhr B, wenn sie 0 anzeigt, ein Signal zu A. Wenn beide Uhren bei der Ankunft der Signale dieselbe Zeit t anzeigen, sind die Uhren definitionsgemäß synchron.